# Gert van den Brink (theoloog)
Gerrit Anton (Gert) van den Brink (5 januari 1974) is een Nederlands godsdienstfilosoof en emeritus-predikant van de Hersteld Hervormde Kerk.

## Studie
Van den Brink studeerde theologie aan de Universiteit Utrecht. In 2006 studeerde hij bij deze universiteit bij filosoof Herman Philipse af in de godsdienstwijsbegeerte op de relatie tussen empirisme en atheïsme. In 2010 vond in de Utrechtse Jacobikerk een debat plaats tussen Van den Brink en Philipse over het bestaan van een moraal zonder God. Op 10 mei 2016 promoveerde Van den Brink met een joint doctorate aan de Vrije Universiteit te Amsterdam en de Evangelische Theologische Faculteit te Leuven op het proefschrift Tot zonde gemaakt.

## Werk
Van 1998 tot en met 2003 was Van den Brink docent klassieke talen in het voortgezet onderwijs. In 2010 nam hij het op hem uitgebrachte beroep van de Hersteld Hervormde gemeente Rotterdam Kralingse Veer aan. Deze gemeente diende hij tot zijn emeritaat in 2020. De classis West van de Hersteld Hervormde Kerk verleende hem in dat jaar emeritaat vanwege invaliditeit. Dit was het gevolg van een hartstilstand op 3 mei 2018, waarna hij gereanimeerd werd. Daardoor trad niet-aangeboren hersenletstel op, gevolgd door een burn-out. Voor jongeren hield hij in mei 2019 de lezing Als het leven stilstaat. Hierin sprak dr. Van den Brink over de zeven lessen die de hartstilstand en de gevolgen ervan hem opleverden. 
Sinds 2021 is Van den Brink werkzaam als wetenschappelijk medewerker aan de Theologische Universiteit te Apeldoorn en doceert hij filosofie en kerkgeschiedenis. Daarnaast werkt hij sinds datzelfde jaar als vertaler bij de Luther Heritage Foundation. Ook houdt hij af en toe preken in kerkgemeentes, zegent hij een huwelijk in of voert pastorale gesprekken. Onder andere filosofeert hij in vraaggesprekken over begrippen als arminianisme en predestinatie, die, samen met een aantal preken, voor een deel op Youtube zijn te vinden.
Op 14 juli 2022 hield Van den Brink een lezing voor een reformatorische jongerenorganisatie over het aanbod van genade. Deze voordracht bevatte kritiek op prediking en pastoraat in de gereformeerde gezindte. Men sprak van een schokgolf in de reformatorische gezindte en er verschenen talloze reacties. Dit was voor Van den Brink aanleiding voor een nieuwe publicatie: Dordt zoals je Dordt niet kende. Deze werd in februari 2023 uitgegeven bij Stichting Geloofstoerusting die via hun website een archief van meer dan 1000 video's met Nederlandstalige en Nederlands ondertitelde video's toegankelijk maakt. 

## Publicaties
- Er is geen God en Philipse is Zijn profeet: De onredelijkheid van een atheïst Kampen, Uitgeverij Kok, 2010. ISBN 978-9043516518
- Tot zonde gemaakt Kampen, Uitgeverij Brevier, 2016. ISBN 978-9491583919
- Luther, aangenaam Heerenveen, Uitgeverij Groen, 2021. ISBN 978-9088972911
- Anders voelen, anders geloven Utrecht, Uitgeverij Kok Boekencentrum, 2022. ISBN 9789043538442
- Dordt zoals je Dordt niet kende - Het aanbod van genade in de Dordtse leerregels Ede, Stichting Geloofstoerusting, 2023. ISBN 978-94-92941-69-5
- Hyperdordt – Belijden zonder te geloven Rijssen, Uitgeverij Wieger Smeijers, 2024. ISBN 9789492941855